# ГЕС Lìzhōu
ГЕС Lìzhōu (立洲水电站) — гідроелектростанція у центральній частині Китаю в провінції Сичуань. Знаходячись після ГЕС Gùzēng, становить нижній ступінь каскаду на річці Муліхе (Літанг), яка впадає праворуч до Ялунцзян, великої лівої притоки Дзинші (верхня течія Янцзи).
В межах проекту річку перекрили бетонною арковою греблею висотою 132 метра, довжиною 202 метра та шириною від 7 (по гребеню) до 26 (по основі) метрів). Вона утримує водосховище із об'ємом 189,7 млн м3 (корисний об'єм 82 млн м3) та припустимим коливанням рівня поверхні у операційному режимі між позначками 2068 та 2088 метрів НРМ.
Зі сховища через правобережний гірський масив прокладено дериваційний тунель довжиною 16,7 км, який транспортує ресурс для трьох турбін типу Френсіс потужністю по 115 МВт, котрі використовують напір у 207 метрів. Крім того, для підтримки природної течії річки частина води випускається біля греблі через дві турбіни потужністю по 5 МВт. За рік комплекс повинен забезпечувати виробництво 1546 млн кВт-год електроенергії на рік.